# 假期聖經學校
假期聖經學校（英語：Vacation Bible School，簡稱VBS），也稱為假日聖經學校，為一種基督教教會舉辦的宣教活動，通常對象以兒童為主。活動一般於暑假期間舉辦，為期約一週。
現今在世界各地許多教會會開設自己的假期聖經學校，有的教會自行規劃內容，有的則使用各自教派或是獨立出版社提供的主題課程及教材。
現代的課程內容通常針對小學學齡的兒童來設計，包括聖經故事、宗教歌曲、藝術和手工藝創作、短劇表演。

## 歷史
假期聖經學校的歷史可以追溯到1898年美國紐約市的浸信會Epiphany教堂的兒童部門主管在暑假期間針對附近社區兒童舉辦了「美日聖經學校」（Everyday Bible School）。
浸信會的Robert Boville博士注意到這個夏季活動後，將這活動推薦至其他浸信會的教堂，他利用了紐約協和神學院的資源開設了一系列暑期學校，這一年的夏天，一共舉辦了五間暑期學校，共有約1,000名學生參與。
1922年，Robert Boville博士進一步設立了每日假期聖經學校的世界組織，一年後他們針對幼兒園、小學、中學三個年齡層規劃並推出了假期聖經學校的標准出版品，內容足夠供各教堂舉辦為期五週活動的課程。
除了浸信會，1894年一位在美國伊利諾州塔茲韋爾郡霍普代爾的主日學牧師，由於覺得平常僅利用周日對兒童教導聖經的時間不夠，由於他同時也是學校的教師，因此他也曾在暑假期間借用學校空間舉辦了第一場假期聖經學校，當時招收了約40名學生，活動為期四週。
美國宾夕法尼亚州德拉瓦縣切斯特的第三長老會教會也曾在1912年開設一個為期五週，每天四小時的暑期聖經學校，其最高峰時期有曾收有650至700名學生。